# Hans Behlendorff
Hans Behlendorff, nemški general, * 13. avgust 1889, Allenstein, † 16. marec 1961, Baden-Baden.